# Rene Mouawad Air Base
Rene Mouawad Air Base är en flygplats i Libanon.   Den ligger i guvernementet Mohafazat Liban-Nord, i den norra delen av landet, 90 kilometer nordost om huvudstaden Beirut. Rene Mouawad Air Base ligger 8 meter över havet.
Terrängen runt Rene Mouawad Air Base är platt åt nordväst, men åt sydost är den kuperad. Havet är nära Rene Mouawad Air Base västerut. Runt Rene Mouawad Air Base är det tätbefolkat, med 319 invånare per kvadratkilometer.. 
Trakten runt Rene Mouawad Air Base består till största delen av jordbruksmark.